# Гофддорп

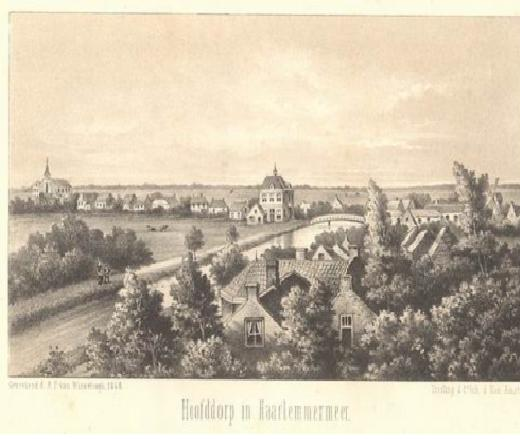
Гофдорп, бл. 1900 рік

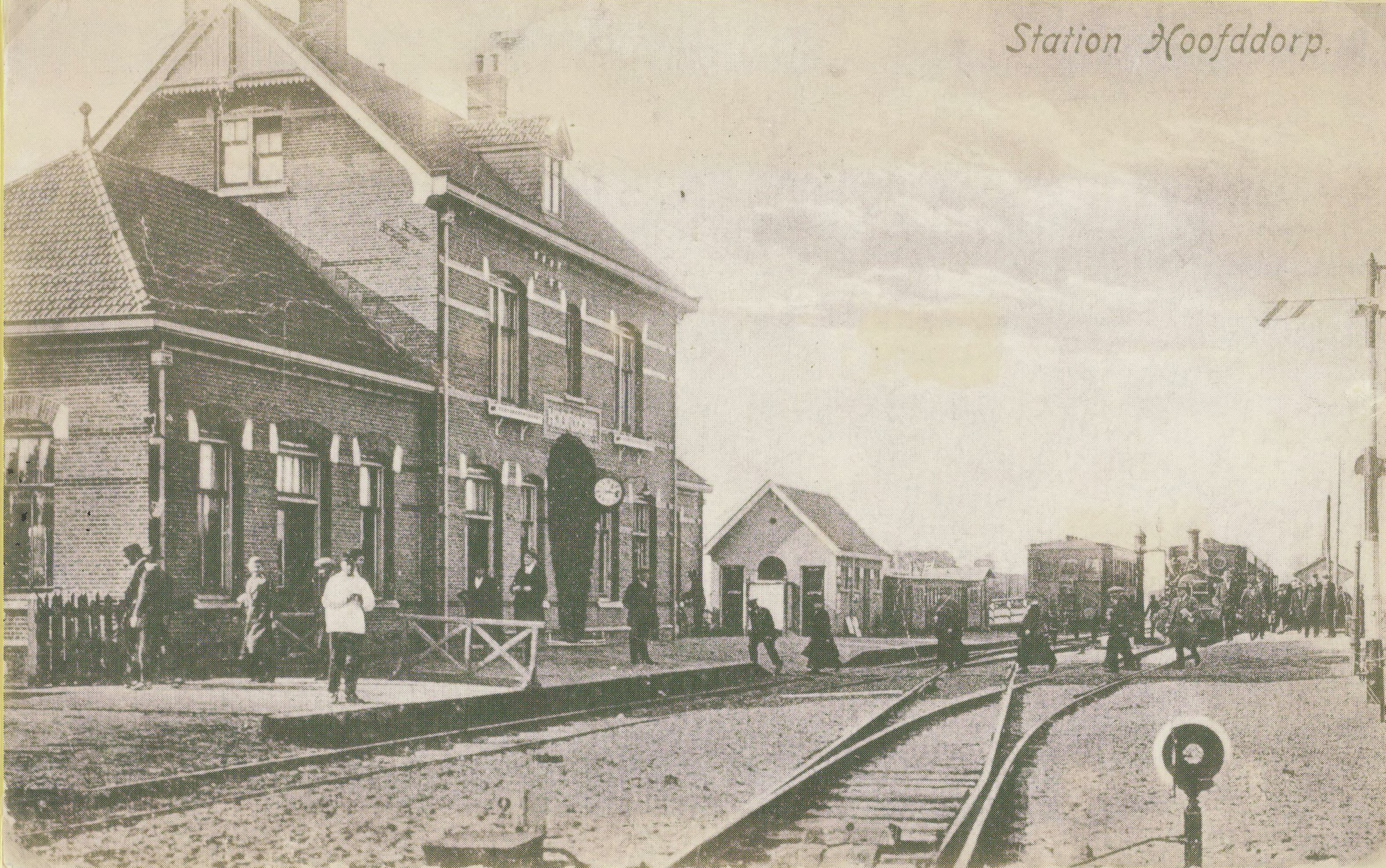
Залізнична станція, 1912 рік

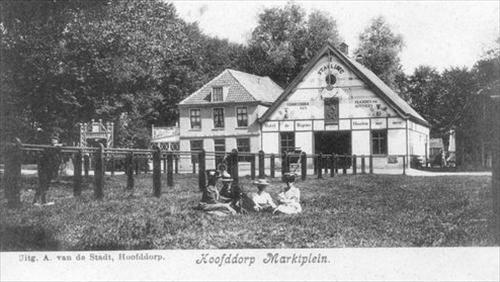
Ринкова площа, 1910 рік

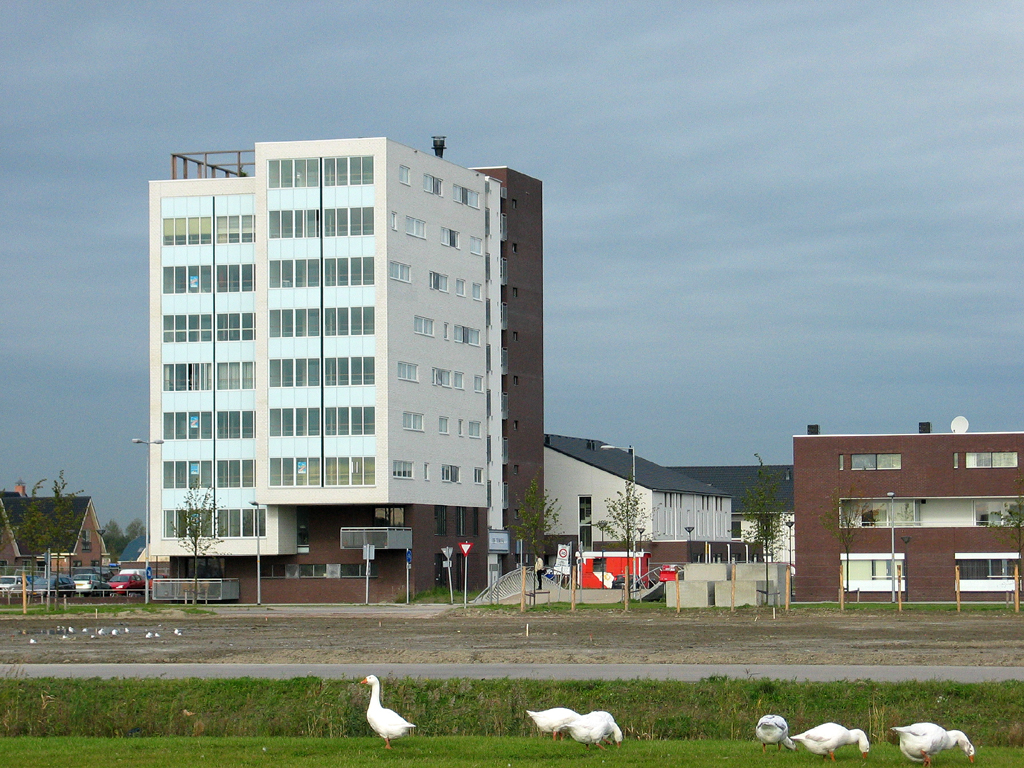
Новий мікрорайон Флоріанде, багатоповерхівка

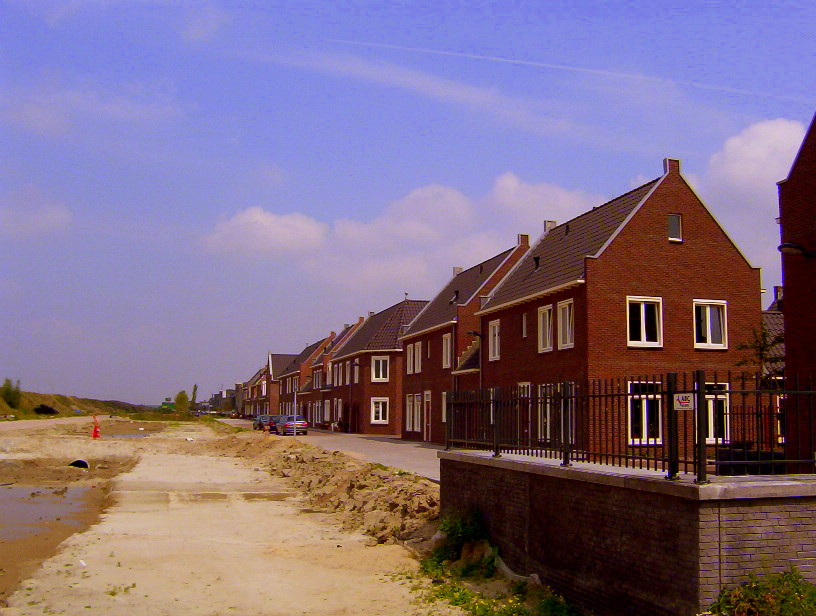
Новий мікрорайон Флоріанде, двоповерхова забудова

Гофддорп — місто у Нідерландах, в провінції Північна Голландія. Центр муніципалітету Гарлемермер. У 2021 році в місті проживало 77 885 осіб.

## Історія
Після осушення території Гарлемермера (1849-1852) у 1853 році були засоувані два села Краусдорп і Веннепердорп. 11 липня 1855 року Гарлемермер став незалежним муніципалітетом зі своїм бургомістром. На засіданні муніципальної ради 12 листопада 1868 року було ухвалено рішення дати тодішньому селу Краусдорп назву «Гофддорп», що з перекладу з нідерландської означає «головне село». У 1856 році Дірком Девідом ван Дайком був збудований перший вітряк.

З серпня 1912 року містечко залізницею пов'язали з Лейденом, Алсмером та Гарлемом, однак ці лінії були ліквідовані 31 грудня 1935 року. У 1981 році в Гофддорпі залізниця відновилась, але вона вела лише у Лейден та аеропорт Схіпгол.
Гофддорп, ще тодішнє село, мало вигідне розташування, прямо у центрі Гарлемермера. Важливий план розширення датується 1941 роком урбаністом Вігером Брюїном, на честь якого названо вулицю у місті. Проте по-справжньому розростатися село почало з шістдесятих років ХХ століття. Це сталося через те, що з того часу кількість робітників у ньому різко зросла, частково завдяки зростанню аеропорту Схіпгол. До 1960 року в Хофдорпі налічувалось 1500 будинків, а у 1974 році їх було вже понад 4 тис. Населення зросло з 6,5 тис. у 1964 році до 14,5 тис. у 1975 році. Пізніше Гофддорп отримав статус міста.
Прямо в центрі був перший кукурудзяний млин Hoofddorp: De Eersteling . Цей млин датується 1856 роком . У 1977 році корпус був повністю перевезений на великому трейлері до тогочасного краю центру: Geniedijk поблизу нинішнього житлового району Пакс. Цей крок був подвигом на той час і привернув багато уваги.
У 1950 році Хофддорп мав п'ять тисяч жителів. Роботу знаходили в основному в сільському господарстві, а також у тваринництві та садівництві . Аеропорт Схіпхол (заснований у 1917 році як військовий аеропорт) також забезпечував роботу з 1917 року. Схіпхол був зруйнований під час Другої світової війни. Реконструкцію завершили у 1958 році . Після реконструкції аеропорт було перетворено з муніципальної служби на NV Luchthaven Schiphol, в якому уряд та муніципалітети Амстердама та Роттердама мали акції. Аеропорт набував дедалі більшого значення та забезпечував дедалі більше робочих місць.

## Населення
Станом на 1 січня 2021 року населення Гофддорпа становило 77 885 осіб.
| Назва мікрорайону | Населення |
| ----------------- | --------- |
| Борнгольм         | 7 869     |
| Центр             | 13 446    |
| Флоріанде         | 18 337    |
| Гран фор Фіш      | 4 092     |
| Овербос           | 10 224    |
| Пакс              | 5 074     |
| Толенбург         | 14 744    |
| інші мікрорайони  | 1 811     |